# صف جانشینی ریاست‌جمهوری ایالات متحده آمریکا

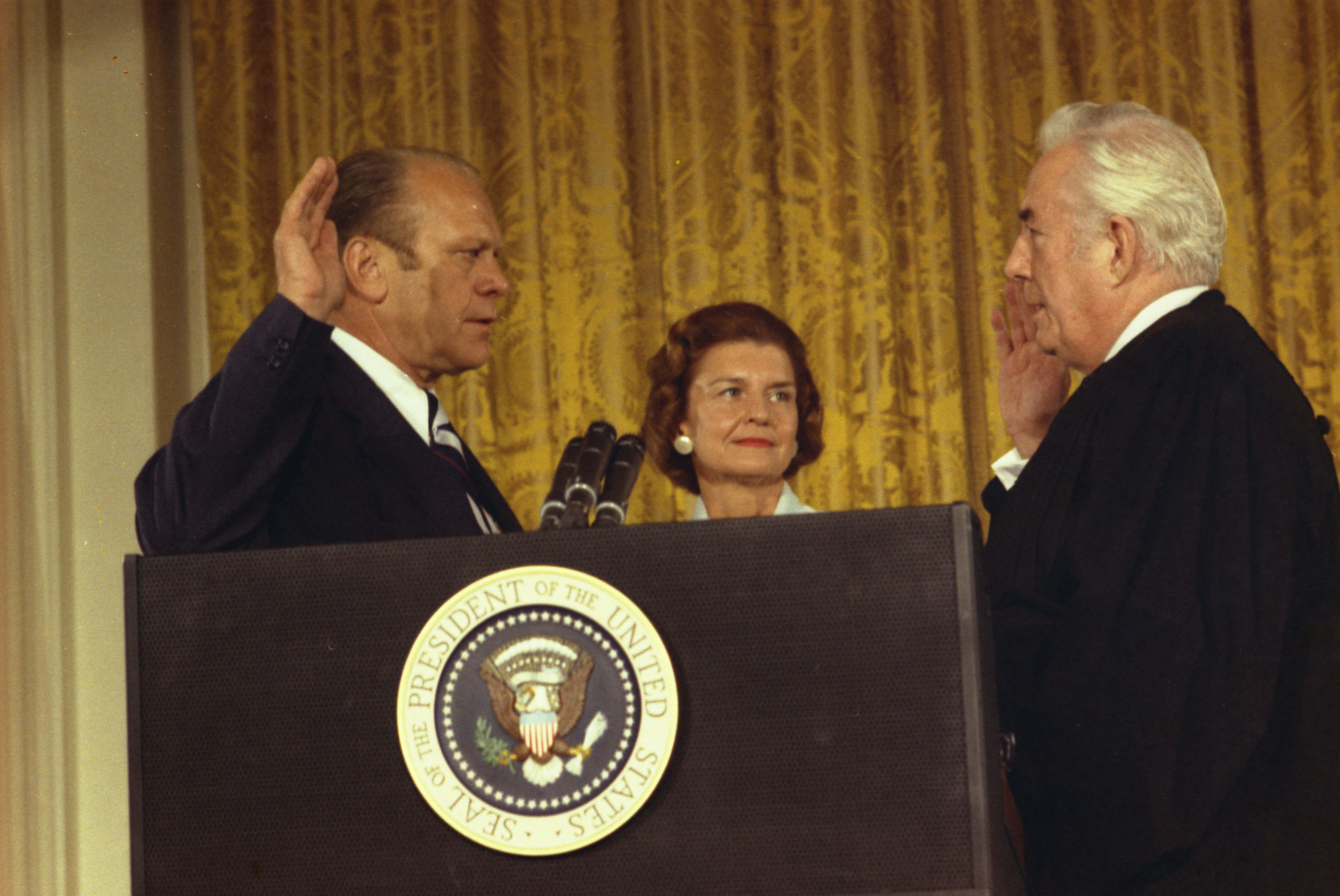
نگارهٔ جرالد فورد در ۹ اوت ۱۹۷۴ پس از استعفای ریچارد نیکسون، توسط قاضی ارشد وارن برگر به عنوان سی و هشتمین رئیس‌جمهور ایالات متحده سوگند یاد کرد.

صف جانشینی ریاست‌جمهوری ایالات متحده آمریکا تعیین‌کنندهٔ افرادی است که در صورت بی‌صلاحیتی، مرگ، استعفاء یا برکناری رئیس‌جمهور ایالات متحده آمریکا می‌توانند رئیس‌جمهور شوند.

## ترتیب کنونی
این فهرستی از صف جانشینی کنونی برای ریاست جمهوری است، که طبق قانون اساسی ایالات متحده و لایحهٔ جانشینی ریاست جمهوری ۱۹۴۷ مشخص شده است.
ترتیب اعضای کابینه بر اساس ترتیب تاریخی وزارت‌خانه‌شان یا وزارتی که جانشینش شده است، می‌باشد (مثلاً وزارت دفاع جانشین وزارت جنگ ایالات متحده است).
| کلید | دموکرات                 |
| کلید | جمهوری‌خواه              |
| کلید | مستقل                   |
| کلید | نامشخص                  |
| کلید | فاقد شرایط ریاست جمهوری |

| ترتیب | سمت                                            | متصدی کنونی           | حزب | حزب             |
| ----- | ---------------------------------------------- | --------------------- | --- | --------------- |
| ۱     | معاون رئیس‌جمهور ایالات متحده آمریکا            | جی‌دی ونس              |     | حزب جمهوری‌خواه  |
| ۲     | رئیس مجلس نمایندگان ایالات متحده آمریکا        | مایک جانسون           |     | حزب جمهوری‌خواه  |
| ۳     | رئیس موقت سنای ایالات متحده آمریکا             | چاک گرسلی             |     | حزب جمهوریخواه  |
| ۴     | وزیر امور خارجه ایالات متحده آمریکا            | مارکو روبیو           |     | حزب جمهوریخواه  |
| ۵     | وزیر خزانه‌داری ایالات متحده آمریکا             | اسکات بسنت            |     | حزب جمهوریخواه  |
| ۶     | وزیر دفاع ایالات متحده آمریکا                  | پیت هگست              |     | حزب جمهوریخواه  |
| ۷     | دادستان کل ایالات متحده آمریکا                 | پم باندی              |     | حزب جمهوریخواه  |
| ۸     | وزیر کشور ایالات متحده آمریکا                  | داگ برگم              |     | حزب جمهوریخواه  |
| ۹     | وزیر کشاورزی ایالات متحده آمریکا               | بروک رولینز           |     | حزب جمهوریخواه  |
| ۱۰    | وزیر بازرگانی ایالات متحده آمریکا              | هاوارد لوتنیک         |     | حزب جمهوریخواه  |
| ۱۱    | وزیر کار ایالات متحده آمریکا                   | لوری چاوز-درمر        |     | حزب جمهوریخواه  |
| ۱۲    | وزیر بهداشت و خدمات انسانی ایالات متحده آمریکا | رابرت اف. کندی جونیور |     | نامشخص          |
| ۱۳    | وزیر مسکن و توسعه شهری ایالات متحده آمریکا     | اسکات ترنر            |     | حزب جمهوری خواه |
| ۱۴    | وزیر ترابری ایالات متحده آمریکا                | شان دافی              |     | حزب جمهوریخواه  |
| [ C ] | وزیر انرژی ایالات متحده آمریکا                 | کریس رایت             |     | حزب جمهوریخواه  |
| ۱۵    | وزیر آموزش ایالات متحده آمریکا                 | لیندا مک من           |     | حزب جمهوریخواه  |
| ۱۶    | وزیر امور کهنه‌سربازان ایالات متحده آمریکا      | داگ کالینز            |     | حزب جمهوریخواه  |
| [ C ] | وزیر امنیت میهن ایالات متحده آمریکا            | کریستی نوم            |     | حزب جمهوریخواه  |

## ملاحظات
1. ↑  The Department of Defense is the successor to the earlier وزارت جنگ ایالات متحده آمریکا.[۲]
2. ↑  The Department of Health and Human Services is the successor to the earlier وزارت بهداشت و خدمات انسانی ایالات متحده آمریکا.[۳]
3. 1 2  فاقد شرایط ریاست جمهوری ایالات متحده است چون آمریکایی الاصل نیست.[۴]